# 比奇峰
比奇峰（Bietschhorn，3934米），位於瑞士，屬阿爾卑斯山脈部份的山峰。比奇峰是位於lötschental山谷的南部，及Bietschtal谷和Baltschiedertal山谷的北端。
比奇峰於1859年8月13日由Leslie Stephen，及導遊Anton Siegen，Johann Siegen，Joseph Ebener，首次登頂。
2001年聯合國教科文組織把少女峰—阿萊奇冰川—比奇峰綜合山區列爲世界自然遺産。

## 參看
- 阿爾卑斯山脈
- 阿爾卑斯山脈山峰列表
- 瑞士地理